# Maurício Bensaude
Maurício (Moisés) Bensaude CvC (Ponta Delgada, 13 de fevereiro de 1863 — Lisboa, 22 de dezembro de 1912), também conhecido por Maurizio Bensaude, foi um cantor lírico português que atingiu renome internacional, tendo cantado nos melhores teatros da Europa e Américas. Foi um dos administradores do Teatro Nacional de São Carlos. Mudou o seu nome próprio de Moisés para Maurício durante uma digressão à Rússia, aparentemente temendo as perseguições aos judeus. Manteve o nome Maurício como nome artístico até morrer.

## Biografia
Moisés Bensaude foi filho de Jacob Amiel Bensaude (1830-1902) e Fortunata Tedeschi Conquy Azulay (1835-1900). O pai pertencia à família hebraica Bensaude, originária de Marrocos e radicada nos Açores desde 1818, onde granjeara uma sólida fortuna.
Depois de ter realizado estudos preparatórios no Liceu de Ponta Delgada, partiu em 1884 da sua terra natal para Lisboa, onde se matriculou na Escola Médico-Cirúrgica de Lisboa, cujo curso de Medicina frequentou. Entretanto, sem concluir o curso médico, passa frequentar o curso de Arte Dramática do Conservatório Nacional de Lisboa, curso que concluiu.
Estreou-se em Lisboa, aos 21 anos de idade, na obra D. César de Bazán, do compositor Francisco Alves Rente, tendo-se notabilizado nessa obra, e estreou-se no género opereta no Teatro da Trindade, cantando a Graziela, versão portuguesa da peça de Lecocq Petite mariée, cantando, depois, outras operetas, com bastante êxito. Depois de ter feito parte da companhia dramática do Teatro Nacional D. Maria II, onde representou com os actores Augusto Rosa e Eduardo Brasão, voltou para o Teatro da Trindade, onde cantou as operetas mais em voga. Depois duma curta carreira no teatro declamado e opereta, no desejo de aperfeiçoar a voz, aos 26 anos, em 1901, partiu para Itália, para aprender canto, tendo ali estudado com professores como o tenor Pozzo e Arcangelo Rossi. Em 1891, estreou-se com a companhia lírica de Voghera, interpretando o no papel de Escamillo na ópera Carmen, de Georges Bizet.
Revelando-se um barítono de grande qualidade operática e técnica, seguiram-se actuações de sucesso. Depois de ter actuado nas mais importantes cidades de Itália, percorreu, depois, a Europa e a América, podendo dizer-se que pisou as principais salas de ópera e os mais importantes palcos líricos mundiais, visitando a Argentina, o Brasil, os Estados Unidos da América (onde actuou no Carnegie Hall, integrado na Sembrich Opera Company), a Austrália, a Grã-Bretanha e Irlanda, a Alemanha e a Rússia. Integrou o elenco de algumas das mais famosas produções da época, ao lado dos maiores nomes da cena lírica do tempo, nomeadamente Enrico Caruso, Hariclée Darclée e Francesco Pandolfini, entre outros.
Seguindo uma carreira fulgurante, foi escolhido em 1896 por Giacomo Puccini para interpretar o papel de Marcello na estreia da sua nova produção de La Bohème no Teatro de la Opera, em Buenos Aires. Também no Teatro Argentino, em Roma, criou La Bohème, tendo recebido especiais deferências do seu compositor. Cantou no Teatro Imperial de Berlim e em Londres, no Convent Garden, alcançou grandes aplausos no Teatro alla Scala de Milão, nos Teatros de San Remo, de Ferrara, no de Odessa e de de Agram, onde foi alvo de grandes homenagens, tomando parte num concerto promovido pelo Príncipe Leopoldo, e sendo nomeado Sócio do Clube dos Nobres. Escriturado pelos conhecidos empresários Abbey e Gran, cantou na América do Norte, onde foi, também, festejadíssimo. Foi várias vezes ao Brasil, onde causou sensação a maneira como interpretou, com sua esposa Júlia Defano, a célebre ópera-cómica de Pergolese Serva Padrona.
Pela qualidade da sua voz, em 1902 Felipe Pedrell convidou-o para interpretar os papéis do Bardo dos Pirenéus e de Sicart, na sua complexa ópera Os Pirenéus.
O seu repertório atingiu o apreciável número de 46 óperas e contracenou com os maiores cantores do seu tempo, de Adelina Patti e Francesco Tamagno a Nellie Melba e Enrico Caruso.
Cantou durante várias temporadas em Portugal, onde se radicou no fim da sua vida artística. Em 1910, com a Empresa Taveira, tentou, sem grandes resultados, fazer cantar ópera em Português, com desempenho de artistas Portugueses. Abandonou a vida de artista do canto, dedicando-se, em Lisboa, a professor de canto e administrou, ainda, o Teatro de São Carlos, na qualidade de representante da Empresa Calleja & Boceta, de Madrid, posição que ocupava em Dezembro de 1912, quando faleceu.
Foi condecorado pelo rei Vítor Emanuel III da Itália e feito Cavaleiro da Ordem de Cristo pelo rei D. Carlos I de Portugal.
Casou com a cantora lírica Espanhola Julia de Fano y Martín-Rubio e foi pai do pintor Ricardo Óscar José Marcello de Fano Bensaúde.